# Еврипид
Еврипид (на старогръцки: Εὐριπίδης) е древногръцки поет, драматург, и ученик на софистите Анаксагор, Продик и Протагор и приятел на Сократ. Буквално преведено, „Еврипид“ означава „мъдър, преуспяващ“. Общо взето за него се знае много малко – причината е, че той разчупва канона на старогръцката трагедия и за древните гърци не е представлявал голям интерес, но хората от по-новото поколение виждат в лицето на Еврипид най-добрият драматург. Той е един от най-великите трагици на Класическа Гърция, заедно с Есхил и Софокъл.

## Биография
Роден е в Саламин през 480 г. пр.н.е., в деня на изключителната морска битка между гърци и перси. За детството му не се знае нищо. Според някои източници родителите му принадлежали към знатен род, според други били бедни хора. Така или иначе синът им получава солидно образование. През 460 година пр.н.е. напуска Атина и се насочва към земите на днешна Македония, където и през 406 г. пр.н.е. умира, поради нестихващата война със Спарта. Пиесите му започват да се играят на фестивалите на драмата през 454 г. пр. Хр., но Еврипид печели първата си награда едва през 442 г. пр. Хр. Въпреки изключителния си талант, той е недооценен от съвременниците си, защото интелектуално ги изпреварва и заема първото място само още четири пъти в живота си. Освен изявен драматург, Еврипид е бил енциклопедичен ум – блестящ философ, ненадминат математик; не крие никога афинитета си към точните науки. Встрани от прозата, проявява основен интерес към философията и науката. Макар Еврипид да не принадлежи към някоя точно определена философска школа, творчеството му е повлияно от разбиранията на софистите и основно от философи като Протагор, Анаксагор, Сократ.
От неговото творчество съдим, че е имал солидно за времето си образование и се предполага, че е написал около 90 произведения, но до нас са достигнали само 19 от тях, а приносът му за развитието на трагедията в древна Гърция е несравним. Ако Есхил и Софокъл ползват за драматургията си митологични сюжети, датиращи от 5 век пр. Хр., то творбите на Еврипид се отличават с модерно звучене, новаторски по характер са и това кара мнозина от неговите съвременници да го считат за творец от ново поколение. Еврипид внася редица нововъведения, изгражда образите на силни женски характери и на изискани роби. Произведенията му се отличават със старанието да се наблегне върху вътрешните противоречия у героите, нещо непознато дотогава за древните гърци. За разлика от Есхил и Софокъл, той отразявал новите социални и политически движения в Атина през V век пр. Хр. Това било време на големи открития, време, в което мъдростта и знанието били най-голямата гордост за човека. В произведенията си Еврипид наблягал на обикновените хора за сметка на легендарните епични фигури.
Той бил затворен човек, считал себе си за неразбран от съвременниците си, поради честите нападки на Атинянските автори на комедии. Аристофан дори си позволил да го иронизира в сатиричната си постановка „Жабите“ (405 г. пр. Хр.). Еврипидовите произведения били критикувани заради неприложимостта им към съвременния свят, заради естествения диалог (неговите герои и принцеси си служели с ежедневния език) и заради своеобразното отърсване от наложените религиозни и морални устои. Произведенията му се отличават изключително с посланията, които носят и представляват истинска ценност за съвременника ни.

### Митически живот
Еврипид е бил най-младият от групата трагици, които са били почти съвременници. Първата му пиеса станала реалност 13 години след дебюта на Софокъл и едва 3 години след шедьовъра на Есхил „Орестия“. Въпреки това тримата остават недооценени, тъй като не са допринесли много за битката и победата над Персия по време на „Битката при Саламин“. В тази битка се е сражавал само Есхил, Софокъл е бил твърде млад, затова само е участвал в отпразнуването на победата, а Еврипид е бил роден в деня, в който битката е започнала. Сведенията, че е писал творбите си в пещера са често срещани, което, може би символизира уединението на такъв интелект, който е с много по-напред от другите. По-голямата част от живота му, както и кариерата протичат точно когато е била борбата между Атина и Спарта за господство в Гърция, но той така и не доживява края на тази битка. Твърди се, че Еврипид е бил убит от хрътките на крал Архелай в Македония и също така, че гробът му, край Пирея, бил ударен от светкавица – знак, че притежавал уникални сили, за добро или лошо (според днешни теории смъртта му била причинена от суровите зимни условия в Македония). Плутарх описва, че катастрофалният провал на сицилианската експедиция довел гражданите на Атина до това да обменят интерпретации на творбите на Еврипид за храна и вода с враговете. Плутарх също така е източникът, който разказва историята за спартански военачалници, които превзели Атина и планирали да избият и поробят народа ѝ, но не го направили, тъй като на един от банкетите след победата те били приветствани с една от творбите на Еврипид – „Електра“: „те сметнаха, че да изтребят град, който ражда такива таланти би било варварско“.

### Комичен живот
Трагиците често са били обект на присмех, най-вече от комиците, по времето на драматичните фестивали Дионисия и Леная, а на Еврипид са се присмивали най-много от всички. Аристофан го е използвал като герой в най-малко три свои произведения: „Ахарнците“, „Женският празник“, „Жабите“.
Аристофан всъщност използва методите на Еврипид, вместо да ги сатиризира в пройзведенията си. Дори веднъж Кратин, негов колега, му се присмива и го нарича „господар на детайлите“. Според друг комик Телеклид съавтор на пиесите, които са правени за Еврипид бил самият Сократ. Според Аристофан предполагаемият съавтор бил известен актъор Сефизофон, който спял в къщата на Еврипид и също така и с жена му, а Сократ през това време обучавал ученици.
В „Жабите“, написана след смъртта на Еврипид и Есхил, Аристофан представя бога Дионис, който се спуска в царството на мъртвите при Хадес в търсене на добър писател, който да върне обратно в Атина. След дебат на двамата покойници Дионис избира да върне Есхил обратно, тъй като има повече заслуги и ще е повече от полза, богът отказва да вземе Еврипид като казва, че той е просто умен, нищо повече от това. Такива комични ‚факти‘ показват само, че жителите на Атина са вярвали в Еврипид, макар и не толкова на неговия интелект, поне не и по време на дългата война със Спарта. Есхил написва свой собствен епитаф като възпоменава живота си като воин, който се сражава за Атина в битката с Персия, той не споменава нищо за успеха си като писател. Софокъл е бил прославен от своите си последователи за неговите приноси към обществото, но за Еврипид не се споменава никъде, освен това че е драматург – най-вероятно е бил „отдаден на книгите отшелник“. Еврипид е представен като точно такъв в творбата на Аристофан „The Acharnian“, където води мрачен живот в страховита къща заобиколен от дрипавите костюми на непочтените си герои. Майката на Еврипид, според комиците, е продавала зеленчуци, но в самите творби на Еврипид се вижда, че е имал добро образование, което предполага, че е дошъл от стабилно семейство.

### Животът на един трагик
Първото участие на Еврипид било в Дионисии, известният драматичен фестивал в Атина, през 451 пр. н. е., една година след смъртта на Есхил, но Еврипид успял да спечели чак през 441 пр. н. е. Последното му представяне там било през 408 пр. н. е. През 405 пр. н. е., когато той е вече починал, на фестивала се представят „Вакханки“ и „Ифигения в Авлида“, които грабват първото място и го номинират, посмъртно, за победител. Пиесите на Еврипид успяват да спечелят общо пет първи места.
Пиесите на Еврипид, Есхил и Софокъл се различавали доста – разлика в поколенията, която най-вероятно се дължи на софисткото просветление по средата на V век пр. н. е.. Есхил все още използвал архаичния стил от 480 пр. н. е., докато Софокъл преминавал през промяна в стила си на писане, а Еврипид през това време бил изцяло погълнат от задаващата се класическа епоха. Ако пиесите на Еврипид се подредят по хронологичен ред, се вижда, че мирогледът му се променя като с това ни показва духовната си биография.
По-голямата част от творбите му са били изгубени, но тези, които са запазени, пак не успяват да ни представят много за неговото духовно изграждане. Във „Вакханки“ той връща обратно хоровия състав и приветстващата реч, така както е било редно за една трагедия. Тази пиеса става кулминацията на регресивната тенденция и архаизма, които били обхванали последните му творби. Говорело се, че „Вакханки“ е била написана в дивите земи на Македония и това, че драматизирала една от примитивните страни на гръцката религия и затова някои от днешните учени описват тази творба като:
- Приемане на атеизма
- Един от опитите на поета да се отърве от вярата в боговете
- Доказателство за раждането на ново вярване, че вярата не може да се счита за рационална

В една от първите си творби, „Медея“, той включва реч, написана в негова защита, за това, че е издигнат интелектуално много повече от другите, но странното е, че дава тази реч на главната героиня.

## Произведения
- Алкестида (438 г. пр.н.е., 2-ро място)[2]
- Медея (431 г. пр.н.е., 3-то място)[3]
- Хераклиди (430 пр.н.е.)[4]
- Хиполит (428 пр.н.е., 1-во място)[5]
- Андромаха (425 пр.н.е.)[6]
- Хекуба (424 пр.н.е.) [7]
- Молителки (423 пр.н.е.) [8]
- Електра (420 пр.н.е.)[9]
- Херакъл (416 пр.н.е.) [10]
- Троянки (415 пр.н.е.)[11]
- Ифигения в Таврида (414 пр.н.е.)[12]
- Ион (414 пр.н.е.) [13]
- Елена (412 пр.н.е.) [14]
- Финикийки (410 пр.н.е.) [15]
- Циклоп (408 пр.н.е., сатирическа драма) [16]
- Орест (408 пр.н.е.) [17]
- Вакханки (407 пр.н.е., 1-во място посмъртно съвместно с „Ифигения в Авлида“) [18]
- Ифигения в Авлида (407 пр.н.е.)[19]
- Рез (приписва се на Еврипид, но има и несъгласни с това литературоведи)[20]